# Nannoscincus mariei
Espèce
Synonymes
- Anotis mariei Bavay, 1869
- Lygosoma mariae (Bavay, 1869)

Statut de conservation UICN

 VU B1ab(i,ii,iii,iv,v)+2ab(i,ii,iii,iv,v) : Vulnérable
Nannoscincus mariei est une espèce de sauriens de la famille des Scincidae.

## Répartition
Cette espèce est endémique de la Province Sud en Nouvelle-Calédonie. Elle se rencontre entre 150 et 1 100 m d'altitude sur le mont Koghis et le plateau Goro,.

## Étymologie
Cette espèce est nommée en l'honneur d'Édouard Auguste Marié (1835–1889).

## Publication originale
- Bavay, 1869 : Catalogue des Reptiles de las Nouvelle-Calédonie et description d'espèces nouvelles. Mémoires Société linnéenne de Normandie, vol. 15, p. 1-37.